# 旧外川家住宅
旧外川家住宅（きゅうとがわけじゅうたく）は山梨県富士吉田市上吉田、北口本宮冨士浅間神社の門前に建つ、江戸時代中期の住宅である。富士講の御師の住宅であり、国の重要文化財に指定されている。世界遺産「富士山-信仰の対象と芸術の源泉」の構成資産に含まれる。

## 概要
江戸時代には86軒連なった富士山北口（富士吉田市）御師住宅のなかで、外川家が本住宅にて永らく御師を営んできた。
御師住宅（旧外川家住宅）は単なる住宅ではなく、宿坊、御神前を備えていた。
宿坊にて参拝者に宿を提供し、登山の世話を行い、御神前にて祈祷を行い、参詣者と神仏の仲立ちを行っていた。

## 歴史
江戸時代中期、1768年（明和5年）に御師外川家により主屋が建てられ、幕末に裏座敷が増築された。
平成時代まで、実際に使用されていたが、外川家が断絶した。主屋は保存状態が良く歴史的価値が高いため、富士吉田市が買い取り一般公開されている。2011年（平成23年）6月に国の重要文化財に指定された。また、2013年（平成25年）6月には、富士山が世界文化遺産に登録され、御師・旧外川家住宅はその構成資産に認定された。

## 利用情報[7]
- 開館時間 - 午前9：30～午後5：00（入館は4：30迄）
- 休館日 - 火曜日(祝日を除く)、祝日の翌日(日曜・祝日を除く)、年末年始
- 駐車場 - 大型有り
- 所在地 - 山梨県富士吉田市上吉田3-14-8

## 交通アクセス[8]
- 中央自動車道河口湖インターチェンジから車で5分
- 東富士五湖道路山中湖インターチェンジから車で15分
- 富士山麓電気鉄道富士急行線富士山駅から徒歩5分
- 富士急行線富士山駅から富士急バスで北稜高校入口から徒歩1分